# Liczk (Sjunik)
Liczk – wieś w Armenii, w prowincji Sjunik. W 2011 roku liczyła 161 mieszkańców.